# Bouffons
Pour les articles homonymes, voir Bouffon (homonymie).
Les Bouffons est une danse de la Renaissance décrite par Thoinot Arbeau dans son Orchésographie (1589).
Danse de théâtre par excellence, elle se pratique en groupe de quatre danseurs pourvus d'épées et de boucliers. Elle peut être exécutée par quatre hommes (soldats), quatre femmes (amazones) ou deux hommes et deux femmes.
Thoinot Arbeau emprunte le vocabulaire de l'escrime pour décrire les figures : feinte, taille haute, taille basse, revers haut, revers bas, estocade. La danse se compose de six passages (ou batteries) qui varient les figures en une véritable chorégraphie :
1. premier passage
2. passage des trois coups
3. passage des quinze coups
4. passage de l'estocade
5. passage du bastion
6. passage de la haie

Avant chaque passage les danseurs effectuent une ronde, dans un sens et dans l'autre.

## Les pas
Les mouvements des pieds restent les mêmes durant toute la danse. Décrits par Arbeau, ils sont les suivants :
- temps 1-2 : grève gauche
- temps 3 : pied en l'air droit
- temps 4 : pied en l'air gauche
- temps 5-6 : grève droite
- temps 7 : pied en l'air gauche
- temps 8 : pied en l'air droit

Le tout est répété durant toute la danse.

## Les figures
Les danseurs, disposés en carré (A B C D), dansent deux par deux : quand A effectue un mouvement avec D, B fait simultanément le même mouvement avec C.
- Premier passage[1] : A contre D (et parfois contre B) ; C contre B (et parfois contre D)
  - temps 1-4 : A feinte avec D
  - temps 5-8 : A donne taille haute contre D
  - temps 9-12 : A donne revers haut contre D puis 3/4 de tour à gauche
  - temps 13-16 : A donne taille basse contre B puis un tour en dehors
  - temps 17-20 : A donne revers bas à B
  - temps 21-24 : A donne taille haute contre B puis 3/4 de tour à droite en dehors
  - temps 25-28 : A donne revers bas contre D
  - temps 29-32 : A donne taille haute contre D et change de place avec lui.

Les danseurs C et B ayant exécuté les mêmes figures simultanément, les quatre danseurs se retrouvent aux places opposées. Ils reprennent les mêmes mouvements mais cette fois A bat contre B au lieu de D. Après quatre exécutions complètes, les danseurs retrouvent leur place d'origine et le premier passage est terminé.